# Maria Ketikidou
Maria Ketikidou (griechisch Μαρία Κετικίδου; * 9. Juni 1966 in Hagen) ist eine deutsch-griechische Schauspielerin.

## Leben und Karriere
Maria Ketikidous Eltern kamen Ende der 1950er-Jahre aus Griechenland nach Deutschland. Maria wurde zwar in Hagen geboren, lebte aber bis zu ihrem dritten Lebensjahr in Griechenland, bis sie mit den Eltern wieder nach Deutschland kam und in Itzehoe in Schleswig-Holstein aufwuchs. Zu Beginn ihrer Pubertät zog die Familie nach Hamburg, wo Ketikidou seitdem lebt.
Zum Film kam Ketikidou, indem sie sich als 15-Jährige nach einem Aufruf im Radio ohne jede Vorkenntnisse für eine Rolle bewarb. Prompt bekam sie die weibliche Hauptrolle der Rocksängerin Lisa in dem Ruhrgebietsfilm Die Heartbreakers (1982) von Peter F. Bringmann über jugendliche Beat-Bands der 1960er-Jahre. Der Film erhielt den Bayerischen Filmpreis in der Kategorie Bester Nachwuchsfilm und den Deutschen Filmpreis in Silber. Ketikidou machte Abitur, studierte und wollte Journalistin werden.
Den Heartbreakers folgten jedoch Hauptrollen in Fernsehfilmen wie Alles Paletti (1985), Das Traumauto (1987) und Aufs Ganze (1988) sowie Gastrollen in Fernsehserien wie Adelheid und ihre Mörder und Peter Strohm. Auch in dem Kurzfilm Nachtfahrer (1985) von Sönke Wortmann spielte sie mit. Bekannt wurde sie vor allem durch ihr Mitwirken in den Fernsehserien Sterne des Südens und seit 1993 in der Rolle der Polizistin Hariklia „Harry“ Möller in der ARD-Vorabendserie Großstadtrevier, nachdem sie 1989 eine Nebenrolle in der Folge 25 als Prostituierte und 1992 in Folge 38 als griechische Kellnerin gespielt hatte. 2005 wurde Ketikidou neben Jan Fedder zur „Bayerischen Ehrenkommissarin“ ernannt. Auch in der Spielfilmkomödie Soul Kitchen (2009) hatte sie einen kurzen Auftritt als Hamburger Kommissarin, während Fedder als Lebensmittelkontrolleur zu sehen ist.

## Privates
Maria Ketikidou hatte einen 1990 tödlich verunglückten Bruder, der DJ war. Auch sie pflegt diese Leidenschaft als Hobby.
Nach 20 Jahren Partnerschaft trennte sie sich 2008 von dem PR-Unternehmer Tom Yamaoka.

## Filmografie
- 1981: Nachtfahrer, Regie: Sönke Wortmann (Kurzfilm)
- 1982: Die Heartbreakers, Regie: Peter F. Bringmann
- 1985: Alles Paletti. Fernsehfilm, Regie: Michael Lentz
- 1987: Geschichten aus der Heimat, Regie Ulrich Stark (Fernsehserie, 1 Episode)
- 1987: Das Traumauto, zweitlg. Fernsehfilm, Regie: Hajo Gies
- 1989: Aufs Ganze, zweitlg. Fernsehfilm, Regie: Volker Maria Ahrend
- 1990: Hotel Paradies (Fernsehserie, 5 Episoden)
- 1991: Peter Strohm (Fernsehserie, 1 Episode)
- 1991: Leonie Löwenherz (Fernsehserie, 20 Episoden)
- 1992: Unsere Hagenbecks  (Fernsehserie, 1 Episode)
- 1993: Adelheid und ihre Mörder (Fernsehserie, 1 Episode)
- seit 1994 Großstadtrevier (Fernsehserie, 415 Episoden [Stand: 2023])
- 1992–1996 Sterne des Südens (Fernsehserie, 42 Episoden)
- 1996: Stadtklinik (Fernsehserie, 1 Episode)
- 1996: Stubbe – Von Fall zu Fall  (Fernsehserie, 1 Episode)
- 1999: SK-Babies (Fernsehserie, 1 Episode)
- 2005: Die Rettungsflieger (Fernsehserie, 1 Episode)
- 2006: Tatort: Sternenkinder (Fernsehreihe)
- 2009: Soul Kitchen, Regie: Fatih Akın
- 2009: Der Dicke – Gefährliches Spiel (Fernsehserie, Episode 38)
- 2010: Fasten à la carte. Fernsehfilm, Regie: Hans-Erich Viet
- 2011: Der Weihnachtsmuffel, Regie: Lars Jessen
- 2016: Der Hafenpastor und das Blaue vom Himmel. Fernsehfilm, Regie: Jan Hinrik Drevs
- 2016: Die Pfefferkörner: Der Zwilling (Fernsehserie, 1 Episode)
- 2018: Magda macht das schon! (Fernsehserie, 1 Episode)
- 2018: SOKO Köln: Schutzlos (Fernsehserie, 1 Episode)
- 2024: Die Kanzlei: Schwerer Abschied (Fernsehserie, 1 Folge)

## Belege
1. ↑  Maria Ketikidou bei Crew United, abgerufen am 25. Februar 2022.
2. 1 2  Kölner Treff – mit Heino, Willemsen, Bohmeyer. In: YouTube. Ehemals im Original (nicht mehr online verfügbar); abgerufen am 25. Dezember 2022. (Seite nicht mehr abrufbar. Suche in Webarchiven)
3. ↑  Maria Ketikidou. In: Facebook. Abgerufen am 7. November 2017.
4. ↑  Im Revier – Kultur & Live. In: Hamburger Abendblatt. Abgerufen am 7. November 2017.
5. ↑  Maria Ketikidou: Aus nach zehn Ehejahren – Aktuelle Nachrichten. In: Hamburger Abendblatt. Abgerufen am 7. November 2017.
6. ↑  „Ich neige zur Selbstdemontage“. In: Die Welt. Abgerufen am 7. November 2017.

| Personendaten    | Personendaten           |
| ---------------- | ----------------------- |
| NAME             | Ketikidou, Maria        |
| KURZBESCHREIBUNG | deutsche Schauspielerin |
| GEBURTSDATUM     | 9. Juni 1966            |
| GEBURTSORT       | Hagen                   |